# Bellerofonte Castaldi
Pour les articles homonymes, voir Castaldi.
Bellerofonte Castaldi, né vers 1581 à Modène et mort le 27 septembre 1649 dans la même ville, est un compositeur baroque, poète, luthiste et joueur de théorbe virtuose italien. Il était aussi graveur de caractères musicaux et éditeur de ses propres œuvres. Après avoir voyagé en Allemagne et en Italie, il a vécu un certain temps à Venise.

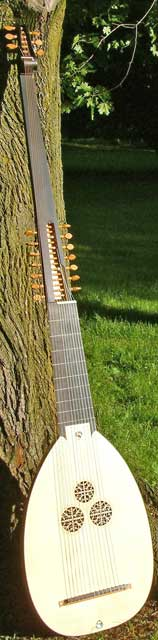
Un théorbe de facture moderne

## Biographie
Considéré comme l'un des musiciens les plus énigmatiques et anticonformistes du XVIIe siècle, Bellerofonte Castaldi est l'auteur de nombreuses pièces instrumentales exigeant assez souvent de la virtuosité, mais aussi de pièces vocales, qui se distinguent par le plaisir des mélodies et par d'autres particularités : d'abord les extensions vocales souvent inhabituelles pour l'époque, ensuite les paroles (écrites par lui-même), aussi éloignées qu'il est imaginable de la rigidité littéraire académique de l'époque.
Ses tablatures sont plus complexes que celles de Kapsberger. Castaldi a écrit les parties masculines de ses chansons pour ténor, car il était opposé à la pratique consistant à faire chanter les parties masculines des cantates par des castrats ou des faussets. Dans la préface de son recueil, Primo mazzetto, il écrit qu'il est « risible d'imaginer qu'un homme doté d'une voix de femme se mette à faire des propositions à sa maîtresse »,.

## Œuvres, éditions et enregistrements
- Primo mazzetto di fiori musicalmente colti dal giardino bellerofonteo - monodies, duos et trios, avec basse continue (Venise, 1623)

Éditions
- Capricci a 2 stromenti cioè tiorba e tiorbino e per sonar solo varie sorti di balli e fantasticarie  Setnoforelleb Tebedual (1622). (en) Edited by David Dolata, as Capricci (1622), 2 vols. Recent Researches in the Music of the Baroque Era 142 & 143. Part 1: Duos for Théorbe and Tiorbino; Sonatas for Theorbo. Part 2: Dances and Other Works for Theorbo; Songs with Tablature Accompaniment. Middleton, Wisc.: A-R Editions, 2006.  (ISBN 978-0-89579-591-5) (vol. 1),  (ISBN 978-0-89579-592-2) (vol. 2)

Enregistrements
- Le musiche di Bellerofonte Castaldi, avec Guillemette Laurens (chant), Le Poème Harmonique, direction Vincent Dumestre, CD Alpha, 1998
- Battaglia d'amore. Songs of Love : Castaldi's settings of his own poetry. Virtuosic duos for tiorbino and theorbo. Modena (1622) and Venice (1623), Il Furioso, Gian Paolo Fagotto (ténor), David Dolata (luth et direction), Victor Coelho (luth), Neil Cockburn (clavecin), CD Toccata Classics, 2009